# CA Alvear
Club Atlético Alvear – argentyński klub piłkarski z siedzibą w mieście Caseros leżącym w obrębie zespołu miejskiego Buenos Aires.

## Historia
Klub Club Atlético Alvear założony został w 1903 roku. W 1921 roku klub uzyskał awans do pierwszej ligi mistrzostw organizowanych przez federację Asociación Argentina de Football. W pierwszoligowym debiucie Alvear zajął 7. miejsce.
W 1923 i 1924 roku Alvear zajął 18. miejsce, a w 1925 ostatnie 23. miejsce. W 1926 klub był 12-sty w tabeli. W 1927 doszło do połączenia konkurencyjnych federacji piłkarskich, jednak Alvear nie dostał prawa gry w połączonej lidze. Klub nigdy już nie zagrał w najwyższej lidze Argentyny.
W 1931 roku Alvear połączył się z klubem Club Atlético Caseros, tworząc klub Club Alvear de Caseros. Jeszcze w tym samym roku fuzja ta rozpadła się.
W ciągu 5 sezonów spędzonych w pierwszej lidze Alvear rozegrał 103 mecze, z których 28 wygrał, 19 zremisował i 56 przegrał, uzyskując 75 punktów. Klub zdobył 102 bramki i stracił 155 bramek.
Klub Alvear dwukrotnie wystawiał swych piłkarzy do reprezentacji narodowej na mistrzostwa Ameryki Południowej. Na turniej Copa América 1922, gdzie Argentyna zajęła 4. miejsce, klub wystawił do składu reprezentacji dwóch piłkarzy – byli to José Bruno Gaslini i Nicolás Rofrano. Na turnieju Copa América 1923, gdzie Argentyna została wicemistrzem Ameryki Południowej, klub Alvear miał w składzie narodowej reprezentacji jednego gracza – był nim Federico Cancino.